# Begonia burkillii
Espèce
Begonia burkillii Dunn est une espèce de plantes de la famille des Begoniaceae.
Ce bégonia est originaire de l'Arunachal Pradesh, en Inde. L'espèce fait partie de la section Sphenanthera ; elle a été décrite en 1920 par le botaniste Stephen Troyte Dunn (1868-1938). L'épithète spécifique, burkillii est un hommage à Isaac Henry Burkill (1870-1965), un botaniste britannique qui a beaucoup travaillé en Inde.
Attention à ne pas confondre le nom scientifique de ce bégonia avec Begonia burkillii Irmsch. qui est un synonyme de Begonia aceroides Irmsch., une espèce distincte.